# Cattleya grandis
Cattleya grandis är en orkidéart som först beskrevs av John Lindley, och fick sitt nu gällande namn av A.A.Chadwick. Cattleya grandis ingår i släktet Cattleya och familjen orkidéer. Inga underarter finns listade i Catalogue of Life.

## Bildgalleri

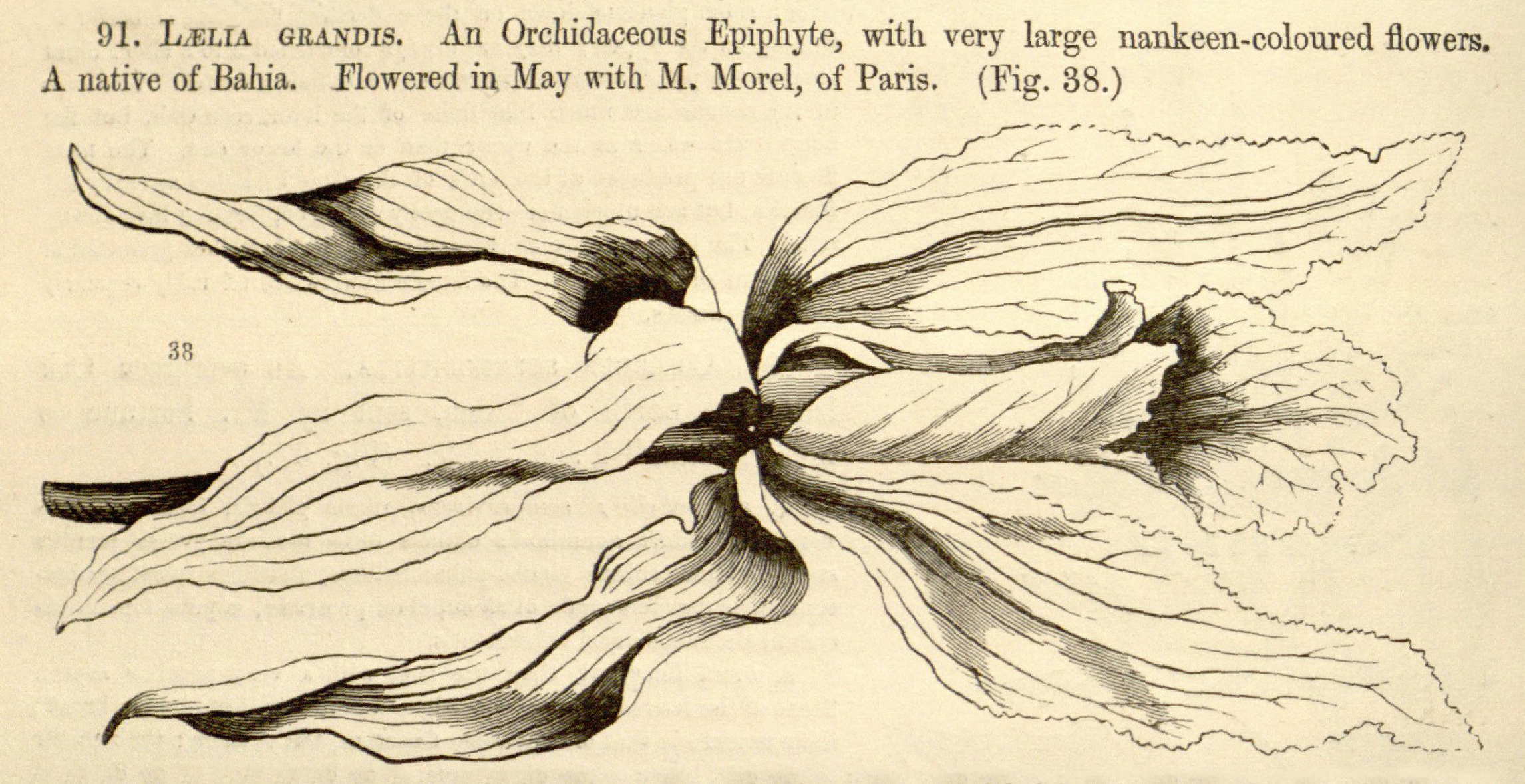